# 다니엘 기각스
다니엘 기각스(Daniel Gygax, 1981년 8월 28일, 취리히 ~ )는 스위스의 전 축구 선수로, 포지션은 미드필더였다.
기각스는 스위스 축구 국가대표팀에서 35경기를 뛰었고, UEFA 유로 2004와 2006년 FIFA 월드컵과 UEFA 유로 2008에 참가하였다.